# Lista planetelor minore: 42001–43000
| Nume                                            | Denumire provizorie                             | Data descoperirii                               | Locul descoperirii                              | Descoperitor(i)                                 |                                                 |                                                 |                                                 |                                                 |                                                 |                                                 |                                                 |                                                 |                                                 |                                                 |                                                 |                                                 |                                                 |                                                 |                                                 |                                                 |                                                 |                                                 |                                                 |                                                 |                                                 |                                                 |                                                 |                                                 |                                                 |                                                 |                                                 |                                                 |                                                 |                                                 |                                                 |                                                 |                                                 |                                                 |                                                 |                                                 |                                                 |                                                 |                                                 |                                                 |                                                 |                                                 |                                                 |                                                 |                                                 |
| 42001–42100 Lista planetelor minore/42001–42100 | 42001–42100 Lista planetelor minore/42001–42100 | 42001–42100 Lista planetelor minore/42001–42100 | 42001–42100 Lista planetelor minore/42001–42100 | 42001–42100 Lista planetelor minore/42001–42100 | 42101–42200 Lista planetelor minore/42101–42200 | 42101–42200 Lista planetelor minore/42101–42200 | 42101–42200 Lista planetelor minore/42101–42200 | 42101–42200 Lista planetelor minore/42101–42200 | 42101–42200 Lista planetelor minore/42101–42200 | 42201–42300 Lista planetelor minore/42201–42300 | 42201–42300 Lista planetelor minore/42201–42300 | 42201–42300 Lista planetelor minore/42201–42300 | 42201–42300 Lista planetelor minore/42201–42300 | 42201–42300 Lista planetelor minore/42201–42300 | 42301–42400 Lista planetelor minore/42301–42400 | 42301–42400 Lista planetelor minore/42301–42400 | 42301–42400 Lista planetelor minore/42301–42400 | 42301–42400 Lista planetelor minore/42301–42400 | 42301–42400 Lista planetelor minore/42301–42400 | 42401–42500 Lista planetelor minore/42401–42500 | 42401–42500 Lista planetelor minore/42401–42500 | 42401–42500 Lista planetelor minore/42401–42500 | 42401–42500 Lista planetelor minore/42401–42500 | 42401–42500 Lista planetelor minore/42401–42500 | 42501–42600 Lista planetelor minore/42501–42600 | 42501–42600 Lista planetelor minore/42501–42600 | 42501–42600 Lista planetelor minore/42501–42600 | 42501–42600 Lista planetelor minore/42501–42600 | 42501–42600 Lista planetelor minore/42501–42600 | 42601–42700 Lista planetelor minore/42601–42700 | 42601–42700 Lista planetelor minore/42601–42700 | 42601–42700 Lista planetelor minore/42601–42700 | 42601–42700 Lista planetelor minore/42601–42700 | 42601–42700 Lista planetelor minore/42601–42700 | 42701–42800 Lista planetelor minore/42701–42800 | 42701–42800 Lista planetelor minore/42701–42800 | 42701–42800 Lista planetelor minore/42701–42800 | 42701–42800 Lista planetelor minore/42701–42800 | 42701–42800 Lista planetelor minore/42701–42800 | 42801–42900 Lista planetelor minore/42801–42900 | 42801–42900 Lista planetelor minore/42801–42900 | 42801–42900 Lista planetelor minore/42801–42900 | 42801–42900 Lista planetelor minore/42801–42900 | 42801–42900 Lista planetelor minore/42801–42900 | 42901–43000 Lista planetelor minore/42901–43000 | 42901–43000 Lista planetelor minore/42901–43000 | 42901–43000 Lista planetelor minore/42901–43000 | 42901–43000 Lista planetelor minore/42901–43000 | 42901–43000 Lista planetelor minore/42901–43000 |
| ----------------------------------------------- | ----------------------------------------------- | ----------------------------------------------- | ----------------------------------------------- | ----------------------------------------------- | ----------------------------------------------- | ----------------------------------------------- | ----------------------------------------------- | ----------------------------------------------- | ----------------------------------------------- | ----------------------------------------------- | ----------------------------------------------- | ----------------------------------------------- | ----------------------------------------------- | ----------------------------------------------- | ----------------------------------------------- | ----------------------------------------------- | ----------------------------------------------- | ----------------------------------------------- | ----------------------------------------------- | ----------------------------------------------- | ----------------------------------------------- | ----------------------------------------------- | ----------------------------------------------- | ----------------------------------------------- | ----------------------------------------------- | ----------------------------------------------- | ----------------------------------------------- | ----------------------------------------------- | ----------------------------------------------- | ----------------------------------------------- | ----------------------------------------------- | ----------------------------------------------- | ----------------------------------------------- | ----------------------------------------------- | ----------------------------------------------- | ----------------------------------------------- | ----------------------------------------------- | ----------------------------------------------- | ----------------------------------------------- | ----------------------------------------------- | ----------------------------------------------- | ----------------------------------------------- | ----------------------------------------------- | ----------------------------------------------- | ----------------------------------------------- | ----------------------------------------------- | ----------------------------------------------- | ----------------------------------------------- | ----------------------------------------------- |

| Predecesor: 41001–42000 | Lista planetelor minore 42001–43000 Semnificații ale numelor: 42001–43000 | Succesor: 43001–44000 |